# Pulvermühl

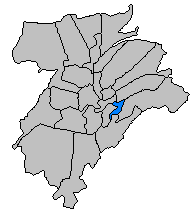
Pulvermuhl, ad est di Lussemburgo.

Pulvermühl (in lussemburghese Polvermillen, in tedesco Pulvermühle) è un quartiere ad est di Lussemburgo, capitale del granducato.
Nel 2001 il quartiere contava una popolazione di 340 abitanti, il meno popolato di tutti i quartieri della città.